# Blaabjerg
Blaabjerg est une municipalité du département de Ribe, l'ouest du Jutland au Danemark.
C'est notamment un point d'attache du système de câbles sous-marins Danice.